# ハンス・ヨアヒム・イーヴァント
ハンス・ヨアヒム・イーヴァント（Hans Joachim Iwand、1899年7月11日シュレージエン州シュトレーレン郡、シュライベンドルフ（プロイセン）- 1960年5月2日ボン）は、ドイツのプロテスタント神学者。

## 生涯

### 出自
ハンス・ヨアヒム・イーヴァントは牧師オットー・イーヴァントと妻リディア（旧姓ヘルマン）の息子として生まれる。1917年ゲルリッツでアビトゥアを取得した後、最初にブレスラウ大学でプロテスタント神学を学ぶ。1年後に軍務へと召集。終戦後半年間シュレージエン州の国境警備隊の任務につく。その後ブレスラウ（二つの学期はハレ・アン・デア・ザーレ）での学業を再開。教師はハンス・フォン・ソーデン、エーリッヒ・シェーダー、とりわけルドルフ・ヘルマンであった。また最初にカール・シュタンゲの強い影響を受けている。後に重要な刺激をカール・バルトから受けることになる。卒業試験を終えた後1923年には東プロイセン・ケーニヒスベルクのルターハイムの学監となる。1924年に博士号を取得、教授資格を取得後1927年には外科医オスカー・エアハルト（Oskar Ehrhardt）の娘、法学者のイルゼ（旧姓エアハルト）と結婚。1928年に二つ目の神学試験に合格、1950年に亡くなった妻との間に5人の子供がいる。

### 国民社会主義の時代
1934年11月、イーヴァントは新約聖書の学者としてリガのヘルダー研究所に招かれる。教会闘争への参加のゆえに、彼はこの職を断念せねばならず、1935年から1937年まではブレスタウ（東プロイセン）とヨルダン（ブランデンブルク）における告白教会の違法な説教者セミナーの責任者であった。1936年に「帝国内での演説禁止」が課される。東部における説教者セミナーの閉鎖後に1938年1月にドルトムントにおいて再開したために、4か月間投獄される。1938年と1939年の変わり目にドルトムント聖マリエン教会の牧師職を引き継ぎ、終戦までそこにとどまる。

### ゲッティンゲンおよびボンの教授として
第二次世界大戦後ゲッティンゲン大学組織神学教授となり、エルンスト・ヴォルフ（Ernst Wolf）と緊密に協力している。この間、EKDの兄弟評議会のメンバーであり、ダルムシュタットの言葉（Darmstädter Wort）の中心的な著者であった。1949年から1960年までドイツ福音主義教会会議のメンバーとなった。1952年にボン大学に移り、死去するまでとどまる。
1958年、ヨセフ・フロマートカ（Josef Hromádka）およびヴェルナー・シュマウフ（Werner Schmauch）とともにプラハにおいてキリスト教平和会議（CFK）の創設者のひとりとなる。ドイツ国際政治新聞（Blätter für deutsche und internationale Politik）の共同創設者である。
イーヴァントはベイエンローデ（Beienrode）に埋葬された。そこで彼は「救いの手の家Haus der helfenden Hände」を設立した。それは最初に旧東ドイツからの難民の窮状を助け、後にドイツと東ヨーロッパの人々の間の相互理解のために働いている。彼の財産はベイエンローデのイーヴァント・アーカイヴで管理された後、現在コブレンツの連邦アーカイブに保管されている。

## 学問
イーヴァントの中心となる出発点は（マルティン・ルターに基づいて）、「神の問題について、人間はどこまで自分で「決定」することができるか」という問いであり、人間の自由意志の欠如の問題であった。イーヴァントは「イエス・キリストは、われわれのために彼を変容させた神の霊なくしては、救い主として、また贖い主として知られることはあり得なかった」と信じる。これにより人間の選択の自由は失われ、双方を「1つの問題として扱う」ことはできないのである。
この立場は広範囲に結果を及ぼすことになる。イーヴァントにとってそれは、（神が与える）「正しい信仰」、律法と福音、罪と恵み、信仰とわざ、そして神の義についての正しい理解についての問題となる。「福音」は「神の恵みの今日」であり、他方で罪を指し示す「律法」の最も重要な機能でもある。キリストは「命そのもの」であり、律法の中で命じられることの成就である。信仰とわざについては、人は自分で善を行うことはできるが、自身は善ではない。ここでは、信仰のみ、恵みのみの宗教改革の基本的立ち位置に基づいている。宗教改革者たちによれば、人はわざなしで、ただ信仰によってのみ義とされるのである（信仰義認）。
ただ神の言葉の効果のみにより信仰の確信が生じる。神の真実は人生やいかなる経験よりも確かなものである。信仰者は聖書の中に「イエス・キリストの御顔に映る」神自身の明らかさを見る。隠された神のすべての謎は「父の永遠の御旨により、その苦しみと死とを通してわれわれを贖ったイエス・キリストの御顔から、神の認識を読み取る時に、その棘を失ってしまう」と述べている。
イーヴァントは提唱者として、また後にヨアヒム・エレミアス（Joachim Jeremias）、ゲルハルト・フォン・ラート、ヴォルフガング・トリルハース（Wolfgang Trillhaas）等とともに広く用いられている「ゲッティンゲン説教黙想（Göttinger Predigtmeditationen）」の編集者でもあった。神の言葉を熟考することがその中心となる。「われわれはこの仕事を通して、神の恵みにより、扉が開かれる場所、発見の約束がわれわれに与えられる場所で、今、ノックしているすべての人たちを助けたいのである。聖書の一文字ひともじがまさにこの場所である。そこでわれわれがノックすることが許されており、またしなければならないのである」とイーヴァントがその最初の序文の中で述べている。神が自分の言葉をむなしく戻らせることはないという約束が、説教の言葉を語る準備のための助けとしての黙想の企画すべての上にある。

## 表彰
イーヴァントは1960年にカールス大学プラハの名誉博士号を授与された。1978年にはボンにある通りに彼の名前がつけられた。

## 著作
- 『イーヴァント著作選 1』 加藤常昭訳、新教出版社 2009年11月